# Прогулка с любовью и смертью (фильм)
«Прогулка с любовью и смертью» (англ. A Walk with Love and Death) — американская драма режиссёра Джона Хьюстона по одноимённому роману Ханса Конингсбергера. Премьера фильма состоялась 5 октября 1969 года.

## Сюжет
Столетняя война. Герон из Фуа (англ. Heron of Foix) слышит зов моря и, следуя ему, оставляет учёбу в Париже. Он встречает прекрасную Клодию и двое влюблённых путешествуют вместе. Однажды они становятся свидетелями жестокого кровавого убийства крестьянина, четвертованного садистом сиром Мелесом при расправе над участниками Жакерии. Испуганная пара находит приют в монастыре, где хотят обвенчаться, но отец настоятель отвергает их просьбу.

## В ролях
- Анжелика Хьюстон — Клодия
- Аси Даян — Герон из Фуа
- Энтони Хиггинс — Робер из Лориса (англ. Robert of Loris)
- Джон Холлэм — сир Мелес
- Роберт Лэнг — глава пилигримов
- Гай Деги — священник
- Майкл Гоф — сумасшедший монах
- Джордж Мёрселл — капитан
- Эйлин Мёрфи — цыганка
- Энтони Николлс — отец настоятель
- Джозеф О’Коннор — Пьер из Сен-Жана (англ. Pierre of St. Jean)
- Джон Хьюстон — старец Робер (англ. Robert the Elder)
- Джон Франклин — хозяин борделя (англ. Whoremaster)
- Френсис Хейм — оруженосец рыцаря (англ. Knight Lieutenant)
- Мелвин Хейес — артист
- Барри Киган — крестьянский голова
- Николас Смит — пилигрим
- Антуанетта Рёйсс — чумазая женщина (англ. Charcoal Woman)
- Жиль Сегал — артист
- Мед Хондо — артист
- Луи Массон — артист
- Эжен Ледебур — ювелир
- Отто Дворак — трактирщик
- Макс Зульц — крестьянин
- Джон Виненбос — монах
- Дитер Тресслер — майордом
- Пол Хоэр — крестьянский сын
- Майра Малик — крестьянская дочь
- Майкл Баронн — солдат
- Иван Строгофф — солдат

## Съёмочная группа
- Режиссёр-постановщик: Джон Хьюстон
- Сценарист: Дейл Вассерман
- Продюсер: Картер ДеХэйвен
- Композитор: Жорж Делерю
- Оператор: Эдвард Скейф
- Монтажёр: Расселл Ллойд
- Художник-постановщик: Стивен Б. Граймз
- Художник по костюмам: Леонор Файни
- Звукорежиссёры: Джорджио Де Винченцо, Бэзил Фентон-Смит
- Дирижёр: Жорж Делерю

## Слоганы[1]
- «Возможно им также сильно нужно воевать, как нам любить» (англ. Maybe they need to make war as much as we need to make love)
- «Ты просила убить и я убивал ради тебя. Ты просила любить и я любил тебя. Но как я могу просить тебя умереть со мной?» (англ. You asked me to kill and I killed for you. You asked me to love and I loved you. But how can I ask you to die with me?).

### Рецензии
- Review by Roger Ebert
- Rezension von Bernd Hellweg
- Review by Mike Sutton
- CRITIQUE DE FILM
- Review by Scott Tobias